# BDŽ-Baureihe 03
Die Dampflokomotiven der BDŽ-Baureihe 03  wurden von der bulgarischen Staatsbahn BDŽ im Rahmen ihres Einheitsprogramms in den Jahren 1941 bis 1943 beschafft. Die Schlepptenderlokomotiven mit der Achsfolge 2’D1’ (Bauart „Mountain“) waren für den Schnellzug- und Personenzugverkehr vorgesehen. Gebaut wurden sie von der deutschen Lokomotivfabrik Henschel.

## Geschichte
Ende der 1920er entschloss sich die BDŽ, angeregt durch die Einheitsdampflokomotiven der Deutschen Reichsbahn, künftig ihre Beschaffung an deren Baugrundsätzen zu orientieren. Wesentliche Elemente der zunächst ab 1931 neubeschafften Baureihen 01, 02 und 10 und 46 waren der Verzicht auf die bislang für bulgarische Loks typische Verbunddampfmaschine zugunsten einfacherer Zwillings- und Drillingsbauarten sowie weitgehend vereinheitlichte Kesselbauarten und Armaturen.
1939 legte die BDŽ ihr eigenes Einheitslokprogramm endgültig fest. Von den bislang eingeführten Baureihen sollten allerdings lediglich die Reihen 46 und 48 weiter bestellt werden. Aufgrund der guten Erfahrungen mit der als Dreizylinderlok ausgeführten Baureihe 02 wurden mit Ausnahme der Rangierloks alle Baureihen als Dreizylinderlokomotiven geplant. Künftig zur Beschaffung vorgesehen wurden folgende Baureihen:
- 2'D1'-Schlepptenderlok für Schnell- und Personenzüge, BDŽ-Baureihe 03
- 2'C1'-Schlepptenderlok für Express- und Schnellzüge, BDŽ-Baureihe 05 (bis 1942 Baureihe 07)
- 2'E-Schlepptenderlok für schwere Personen- und Güterzüge, BDŽ-Baureihe 11
- 1'C2'-Tenderlok für Personenzüge auf Nebenbahnen
- 1'D2'-Tenderlok für Schnell- und Personenzüge auf kurzen Strecken, BDŽ-Baureihe 36
- 1'E2'-Tenderlok für Güterzüge auf Nebenbahnen
- 1'F2'-Tenderlok für schwere Güterzüge, BDŽ-Baureihe 46
- C1'-Tenderlok für Bahnhofsdienste
- D1'-Tenderlok für Rangierdienste, BDŽ-Baureihe 48

Bedingt durch den Ausbruch des Zweiten Weltkriegs wurde das Beschaffungsprogramm der BDŽ nur ansatzweise umgesetzt und nur ein Teil der neun geplanten Baureihen in den Jahren von 1941 bis 1943 beschafft. Insgesamt kamen 52 Loks der Baureihen 03, 05/07, 11, 36 und 46 zur BDŽ, nach dem Krieg folgten noch drei Lokomotiven der Reihe 48. Mangels eigener Lokomotivfabriken wurden alle Lokomotiven von deutschen Herstellern konstruiert und geliefert.
Als Nachfolger für die Baureihen 01 und 02 wurde die Mountain der Baureihe 03 konstruiert. Sie ist eine der wenigen in Europa in größerem Umfang eingesetzten Baureihen mit dieser Achsfolge. Entsprechend den Vorgaben des Einheitsprogramms ist ihr Kessel identisch mit der Baureihe 11 und der zweiten Serie der Baureihe 46, die Änderungen gegenüber den Baureihen 01, 02 und 10 waren minimal. Der Kessel war an den Baugrundsätzen der deutschen Einheitslokomotiven orientiert, erhielt aber zwecks Verwendung der heimischen Kohle mit niedrigerem Brennwert eine vergleichsweise große Rostfläche.
Die ersten beiden Lokomotiven mit den Fabriknummern 25931 und 25932 lieferte Henschel 1941 ab. Im Folgejahr kamen mit den Fabriknummern 26566 bis 26575 weitere zehn Lokomotiven, die letzten beiden wurden erst Anfang 1943 ausgeliefert. Weitere Lokomotiven waren bestellt, für 16 Lokomotiven waren bereits die Nummern 03.13 bis 03.28 vorgesehen. Im Deutschen Reich wurde jedoch im Zuge der kriegswirtschaftlichen Konzentration der Fertigung die Umstellung auf ausschließliche Produktion von Kriegslokomotiven betrieben. Für kleine Exportserien sah die Kriegswirtschaft keinen Platz mehr vor. Im Juli 1942 wurde daher durch den von Gerhard Degenkolb geleiteten Hauptausschuss Schienenfahrzeuge eine Beschränkung des bei deutschen Lokomotivfabriken noch zugelassenen Fahrzeugkatalogs auf drei Dampflokomotivtypen für Vollbahnen angeordnet. Lediglich bereits begonnene Fahrzeuge durften noch beendet werden, wobei Bulgarien als Verbündeter des Dritten Reichs noch bevorzugt behandelt wurde. Die Lieferung der Baureihe 03 endete daher bereits 1943.
Alle 12 Lokomotiven überstanden den Krieg und wurden nach 1945 von der BDŽ auf ihren wichtigsten Strecken eingesetzt. Sie bespannten vor allem schwere Schnell- und Personenzüge auf den von Gorna Orjachowiza ausgehenden Gebirgsstrecken in Richtung Plewen und Warna. Bis Ende der 1970er Jahre wurde die Baureihe ausgemustert.
Die letztgebaute Lokomotive der Reihe 03, die 03.12 ist als seit 2011 wieder betriebsfähige Museumslokomotive der BDŽ erhalten geblieben und wird für Sonderfahrten eingesetzt.